# Palma (film)
|  | Denne artikel er oprettet af botten Steenthbot ud fra en ekstern database. Den kan derfor have sproglige fejl eller mangler. Denne skabelon kan fjernes efter kontrol af indholdet. |

Palma er en dansk kortfilm fra 2013 instrueret af Frederik Louis Hviid.

## Handling
Da Nicky løslades fra fængslet, bliver han mødt af en uforandret verden. Han er alene og kan ikke tilpasse sig sin nyvundne frihed. Hans gæld har vokset sig faretruende stor, og ønsket om en lysere tilværelse viser sig snart at være en luftspejling.

## Medvirkende
- Mickey Nørregaard
- Søren Poppel
- Marek Magierecki
- Martin Madsen
- Mia Lerdam
- Klaus Tange
- Salah El-Koussa
- Per Wiededamm
- Nour Idrissi